# Pierre Do-Dinh
 (septembre 2008).
Si vous disposez d'ouvrages ou d'articles de référence ou si vous connaissez des sites web de qualité traitant du thème abordé ici, merci de compléter l'article en donnant les références utiles à sa vérifiabilité et en les liant à la section « Notes et références ».
Pierre Do-Dinh (1906 ou 1907-1970), de son vrai nom Đố Đình Thạch, est un historien, un poète, et un écrivain français.

## Biographie
Đố Đình Thạch, qui choisit Pierre Do-Dinh comme nom de plume, est né en 1906 ou 1907 à Sontay, à environ quarante kilomètres de Hanoï, dans le Nord du Vietnam. Il est issu d'une famille de lettrés. Son père, Tri Phu, était administrateur d'une circonscription de la province, l'équivalent d'un sous-préfet, sous le régime du protectorat français. En 1928, après ses études secondaires au lycée du protectorat de Hanoï, il partit poursuivre ses études en France, à Paris.
En janvier 1929, il est molesté au cours d'une conférence auprès des Jeunesses patriotes par des auditeurs Indochinois,. En mars 1930, il participe au congrès de clôture des Jeunesses patriotes.
Plutôt que de fréquenter la Sorbonne, où il obtint cependant une licence de lettres, il se lia aux cercles littéraires de l'époque et fit la connaissance d'écrivains tels qu'André Malraux, Joseph et Jean Baruzi, Roger Martin du Gard, Jean Schlumberger (à qui il dédia son Confucius et l'humanisme chinois en 1958), ainsi que d'autres auteurs de la NRF. Il était très proche d'André Gide, avec lequel il eut une correspondance suivie, et dont il traduisit en vietnamien La Porte étroite. Par ailleurs, c'est un admirateur du Félibrige.
Il revint en 1934 au Vietnam où il avait trouvé une situation sans espoir pour échapper à la domination coloniale et pour voir renaître une culture vietnamienne enrichie par les apports culturels de l'Occident.
Rentré désespéré à Paris en 1936, il se consacra à persuader ses amis écrivains français, dont André Gide, d'intervenir pour permettre l'amélioration d'une situation coloniale étouffant toute liberté d'esprit, pervertissant et menaçant la vitalité de la culture vietnamienne elle-même. En 1941, il s'engagea dans l'armée française avec quelques intellectuels vietnamiens tels que le normalien Phạm Duy Khiêm et le peintre Le Pho déjà célèbre à Paris. Après la guerre, il fit un séjour en Chine d'où il rapporta une série d'articles publiés par le quotidien Le Monde à qui il donna plus tard ses Chroniques asiatiques mensuelles.
Il décida, en 1960, de rentrer au Sud-Vietnam où une chaire de professeur de littérature française lui fut proposée à l'université de Hué (Centre-Vietnam). On lui offrit, en 1963, d'aller créer la revue Doi Thoai (« Dialogue »), qui serait consacrée à la présentation de la littérature anglo-saxonne, ce qu'il accepta, tout en continuant à prodiguer un enseignement de littérature française à l'université bouddhiste Van Hanh. Atteint d'un cancer, il mourut d'une mort foudroyante le 16 juillet 1970 à l'hôpital Grall de Saïgon.
Des recherches sur sa vie et son œuvre sont en cours dans le cadre du CNRS et du projet des écrivains francophones.

## Œuvres
- Le Grand Tranquille, 1937, relatant son examen de conscience et sa conversion au christianisme.
- Méditations à Solesmes.
- Psychanalyse de l'Annamite.
- Itinéraire chrétien.
- Christianisme et cultures.
- « Annam », dans Les Plus Beaux Écrits de l'Union française et du Maghreb, présentés par Mohamed el Kholti, Léopold Sédar Senghor, Pierre Do-Dinh, A. Rakoto Ratsimamanga, E. Ralajmihiatra, 1947.
- Confucius et l'humanisme chinois, 1958, éditions du Seuil, collection Points Sagesse (Compte rendu par R.-A. Stein, dans Revue de l'histoire des religions, vol. 154, no 1, 1958, p. 117.)
- Essai sur la littérature vietnamienne, L'Annam.